# گلن لایندکر
گلن لایندکر (انگلیسی: Glenn Layendecker؛ زادهٔ ۹ مهٔ ۱۹۶۱) یک تنیس‌باز اهل ایالات متحده آمریکا است.